# 威爾遜山 (鮑曼海岸)
68°27′S 065°33′W / 68.450°S 65.550°W
威爾遜山（英語：Mount Wilson）是南極洲的山峰，位於葛拉漢地的鮑曼海岸，處於伯梅爾半島西部，在1928年12月20日由澳大利亞探險家發現，現時由南極條約體系管理。